# Skinnsjön, Halland
Skinnsjön är en sjö i Falkenbergs kommun i Halland och ingår i Ätrans huvudavrinningsområde.